# Jacob Dircksz de Graeff
Jacob Dircksz de Graeff, vrijheer af Zuid-Polsbroek, ambachtsheer af Sloten, Amstelveen, Nieuwer-Amstel og Osdorp (født enten i 1569 eller 71, Død 6. oktober 1638) var en nederlandsk politiker.

## Biografi
Familien De Graeff var af østrigsk oprindelse og en af de vigtigste familier i Amsterdam-patriciatet. Jacob Dircksz de Graeff var søn af Diederik Jansz Graeff, og var regent og borgmester i Amsterdam fra 1613, til han døde af kopper i 1638. Han blev også af Generalstaterne udnævnt til delegeret i årene fra 1615 til 1617.
Han efterfulgtes af sin sønner Cornelis de Graeff og Andries de Graeff. Hans datter Agneta de Graeff van Polsbroek (1603–1656) blev gift med Jan Bicker, borgmester i Amsterdam. Deres datter Wendela Bicker blev gift med Johan de Witt, rådspensionær for provinsen Holland i De Forenede Nederlande.